# 雙魚座WW
雙魚座WW，又名BD+05 131，HD 5820、SAO 109581、HR 284，是雙魚座的一颗恒星，视星等为6.11，位于銀經126.69，銀緯-56.33，其B1900.0坐标为赤經0h 54m 38.6s，赤緯+5° -56.33′ 38″。